# 마카리안 고
"마카리안 고"는 한국에서 제작된 김완기 감독의 1987년 가족, 코미디, SF 영화이다. 정귀영 등이 주연으로 출연하였고 김완기 등이 제작에 참여하였다.

## 출연

### 주연
- 정귀영
- 김지민
- 정연경
- 송정림

### 조연
- 차민석
- 엘리자베스
- 장용
- 박철

## 기타
- 원작자: 서현재
- 제작진행: 주미옥
- 조명: 김용모
- 스틸: 김명락
- 조감독: 박건훈
- 녹음: 청맥 녹음실
- 녹음: 유창국
- 미술: 노인택
- 배경: 오일
- 특수촬영: 한국옵티칼
- 특수효과: 박광남
- 채화: 변혜영
- 동화: 박경숙
- 선화: 김옥주
- 효과: 윤덕용